# Glasow (Schorssow)
Glasow ist ein Ortsteil der Gemeinde Schorssow im Landkreis Rostock in Mecklenburg-Vorpommern.

## Geografie und Verkehrsanbindung
Glasow liegt nordöstlich des Kernortes Schorssow und nördlich des Schorssower Ortsteils Bristow an der Kreisstraße K 44. Westlich erstreckt sich das 377 ha große Naturschutzgebiet Gruber Forst. Unweit nördlich erstreckt sich der Große Glasowsee und südlich der 1395 ha große Malchiner See.

## Sehenswürdigkeiten
- Gutsverwaltung mit Gutshaus, Grünfläche, Speicher und Scheune (Dorfstraße 16)
- ehemaliges Forsthaus

## Söhne und Töchter des Dorfes
Im Forsthaus am Wendischhäger Damm kam der Hafeninspektor und Fischereidirektor Friedrich Duge (1856–1927) zur Welt. 